# Дикая Бара (фильм)
«Ди́кая Ба́ра» (чеш. Divá Bára) — чёрно-белый художественный фильм 1949 года производства ЧССР, снятый режиссёром Владимиром Чехом по одноимённой[cs] повести Божены Немцовой (1856) и ставший его режиссёрским дебютом. В главной роли Власта Фиалова. Фильм с успехом демонстрировался в советском прокате.

## Сюжет
Жена пастуха Якуба умирает при родах и просит назвать родившуюся дочь так же, как её, — Барбара, или Бара.
Проходят годы, Бара вырастает красивой и независимой девушкой. Она любит природу и часто купается ночью при свете Луны в Шкаредном озере, которое у местных жителей считается заколдованным. Некоторые односельчане считают Бару колдуньей и называют «дикой» и, несмотря на интерес местных парней к девушке, запрещают им общаться с ней. Сама Бара дружит с Элишкой, которая живёт с тётушкой и её братом-священником. Священник пытается защитить Бару от нападок местных жителей, успокаивая их и говоря, что Бара не колдунья.
Между тем, в гости к священнику стал часто наведываться управляющий, пан Слама, который явно имеет планы сосватать Элишку. Той не нравится пан Слама, и она признаётся Баре, что у неё есть возлюбленный, который поехал учиться в город. Бара, которая сама ещё не была влюблена, хочет помочь Элишке.
Однажды по просьбе знахарки Бара относит снадобье в лесную избушку матери нового лесника. Она ночует в доме лесника и тот видит её спящей, когда ночью возвращается домой. Бара же, вернувшись в деревню, попадает на ритуал исцеления коровы, который проводит знахарка. Бара видит, что корова уже умерла, в результате чего её саму обвиняют в колдовстве и порче скота.
В деревне происходит праздник и танцы. Отец настаивает, чтобы Бара пошла туда, поскольку она ничем не хуже прочих. Парни рвутся танцевать с Барой, но родители удерживают их. Когда Бару уже собираются прогнать с праздника, появляется лесник. Не обращая внимания на реакцию окружающих, он танцует с Барой. Позже в лесу, где Бара гуляет с Элишкой, лесник приглашает Бару пройти выше и посмотреть с вершины горы на облака внизу. Там лесник впервые целует Бару.
Наступает день, когда пан Слама должен приехать просить руку Элишки. Она понимает, что тётушка даст согласие, а дядя будет во всём согласен с тётей. Бара вспоминает, что пан Слама трусоват и боится кладбища. Она поджидает карету пана на кладбище и, взяв в руки палку с закрывающей её белой тканью, представляется привидением. Кучер пана бежит в деревню за подмогой. Местные жители, прибежав на кладбище, видят, что привидение изображала Бара. Они настигают Бару в доме её отца и отводят её в заброшенную часовню на кладбище, где запирают. Из-за случайно брошенного фонаря часовня загорается. На помощь приходит лесник, которому сообщили о происходящем. Он спасает Бару из огня и, обвинив сельчан в жестокости и лицемерии, говорит, что они с Барой больше не будут жить среди них. Они уходят вдвоём.

## В ролях
- Власта Фиалова — Бара
- Яна Дитетова — Элишка
- Роберт Врхота — лесник
- Мария Брожова — Пепинка
- Ярослав Войта — священник
- Ян Пивец — Слама
- Густав Хилмар — староста
- Йозеф Кемр — Йозефек
- Йозеф Маршалек — Войта
- Любомир Липский — бакалавр

## Восприятие фильма в СССР

Власта Фиалова в роли Бары

О восприятии фильма в СССР часто вспоминают в связи с более поздней кинокартиной о другой «девушке-дикарке с пышными, неприбранными волосами» — французским фильмом «Колдунья» с Мариной Влади в главной роли. Так, Наталия Лебина, говоря о возросшей популярности распущенных волос, отмечает, что «какое-то время на рубеже 1940—1950-х в СССР бытовало выражение: „Что ты такая растрёпанная, как дикая Бара!“, но в условиях сталинского гламура причёска дикой Бары не стала популярной. Подражать же „Колдунье“ захотели многие».
В фельетоне Виктора Драгунского «Марина Влади с Разгуляя» передан диалог с молодой девушкой, которая упоминает оба персонажа: «Друг мой,— сказал я с чувством,— вам нужно читать, читать и ещё раз читать. Ведь вы ничего не знаете, просто стыдно, вы какая-то дикая! — Дикая Бара? — воскликнула она. — Нет, дикая Бара — это Клава! А я „Колдунья“. Я Марина Влади!». Героиня романа Ивана Лазутина говорит: «Распущу волосы, как дикая Бара, возьму в руки алюминиевую кружку и сяду где-нибудь у вокзала», а певица Нина Шацкая вспоминает о своём детстве: «Увидев лохматую голову в проёме двери бабушка выдавала хорошо знакомую фразу: „что ты бродишь как дикая Бара, после бурно проведённой ночи?“». Альтернативная точка зрения на данное выражение связывает его с именем актрисы, известной под псевдонимом Теда Бара, воплотившей образ женщины-вамп в немом кино.
Аркадий Мильчин передаёт анекдот, который рассказывал о зрителе фильма редактор В. В. Попов (в действительности в фильме нет сцены с поездом):
Героиня фильма выходила из озера или реки, где она купалась в чем мать родила, и в тот самый момент, когда казалось, что она предстанет во всей нагой красоте, по экрану двигался поезд, заслоняя берег и девушку. Так вот, зритель из анекдота идет смотреть этот фильм чуть ли не десятый раз, удивляя знакомых. На вопрос зачем он отвечает: «А вдруг поезд опоздает».